# Äggoljetempera
Äggoljetempera en temperafärg gjord på ägg, rå eller kokt kallpressad och renad linolja, vatten och pigment. Äggoljetempera är en färskvara och kan förvaras upp till två veckor i kylskåp. Det går att förlänga hållbarheten med hjälp av konserveringsmedel.[källa behövs] Äggoljetempera som används för temperamåleri är känt för att vara en slitstark och långvarig målarfärg, om den får oxidera (torka) på rätt sätt. Färgen kräver ljus och syre för att bli torr och genomhärdad. Äggoljetemperan torkar i två steg, först avdunstar vattnet, sedan oxiderar linoljan och ägget. Färgen är dammtorr efter ca 1 timme, övermålningsbar (med temperafärg) efter cirka 6–12 timmar, yttorr efter cirka 2–7 dagar, det vill säga torr nog för att inte färga av sig vid beröring. Yttorrhet är mycket olika för olika kulörer. Färgen är helt genomhärdad efter 3–4 veckor. När färgen är genomhärdad är den mycket slitstark. Torktiden varierar beroende på kvalitet på linolja och vilka pigment som används.

## Exempel på recept
Det finns många sätt att blanda äggoljetempera på. Man kan göra den magrare eller fetare beroende på hur mycket bindemedel det är i den. En fet äggoljetempera har mer glans och är lättare att polera upp (efter en tid) än en magrare. Mängden bindemedel (alltså inte pigment och vatten) varierar oftast mellan 20 till 30 % beroende på vilka pigment man använder, och till vilket ändamål man ska använda temperan till.
Nedanstående beskrivning är enligt företaget Av Jord AB's koncept. Det finns flera sätt att blanda äggoljetempera på än vad som anges nedan.
- 500 gram vatten
- 250–500 gram blandning av jord- och mineralpigment (vikten beror på vilka pigment som används)
- 2–4 ägg (mängden ägg beror på vilka pigment som används)
- lika mycket rå kallpressad linolja som ägg (mängden linolja beror på vilka pigment som används)

Häll upp pigment och vatten först i en burk med lock och låt stå i några timmar, helst över natten. Sedan mixas ägg och linolja väl till äggolja. Mixa pigmentpastan och rör sedan i äggoljan.
För att det ska bli en bra målarfärg som fäster bra, täcker bra, oxiderar snabbt och blir slitstark så behöver man blanda olika jord- och mineralpigment. Alla jordpigment har olika egenskaper och olika jord- och mineralpigment kräver olika mycket bindemedel. Därför är detta recept mycket generellt och endast en antydan om hur det fungerar. 